# Residuals
"Residuals" é uma canção do cantor norte-americano Chris Brown, lançada na versão estendida de seu álbum, 11:11, no dia 11 de abril de 2024. Após alcançar certa popularidade durante a turnê de Brown, a canção foi posteriormente disponibilizada nas rádios de rhythmic contemporary e urban contemporary em 10 de setembro de 2024 servindo como o terceiro single do álbum.
A faixa foi nomeada ao Grammy Awards de 2025 na categoria de Melhor Performance de R&B, e se tornou a 14º faixa de Brown a alcançar o número 1 na Billboard Rhythmic. O videoclipe da música foi lançado em 23 de janeiro de 2025 e apresenta cenas dos shows finais da 11:11 Tour de Brown no Brasil e na África do Sul.

## Antecedentes e Composição
Segundo os produtores que trabalharam na música com Brown a faixa foi originalmente feita durante as gravações do  álbum Breezy. A dupla de produção Blaq Tuxedo disse: "Essa foi a primeira música que deu início ao álbum. [Mas] ele grava muitas músicas, então meio que ficou guardada. Acabamos fazendo “Iffy”. Criamos essa música na mesma semana e ele seguiu em frente, o que foi uma bênção. Avançando rapidamente, [“Residuals”] volta. Estávamos tocando em uma festa e ele ligou na manhã seguinte dizendo: “Ei, vou colocar isso no álbum.”
"Residuals" é uma balada de R&B , produzida por Blaq Tuxedo e Eric Hudson, onde Brown expressa os efeitos persistentes de terminar com alguém com quem ele pensou que passaria a vida inteira. Sua letra apresenta memórias entre o cantor e sua antiga amante, enquanto ele expressa um sentimento de saudade dela.

## Desempenho Comercial
Em abril de 2024, após o lançamento da versão estendida do álbum 11:11 de Brown, a canção estreou na posição 15 na parada Hot R&B Songs. Após entrar no set-list de faixas da turnê "The 11:11 Tour" de Brown, a música passou a ganhar mais popularidade e subiu para o top 10 na parada Hot R&B Songs da Billboard, ficando na posição 9 em 16 de julho de 2024. Com "Residuals", Brown alcançou o seu 51º hit no top 10 da Hot R&B Songs, ficando a três músicas de igualar o recorde de Drake com mais canções no top 10 da parada (54).
"Residuals" estreou na posição de número 97 na Billboard Hot 100 em 24 de agosto, se tornando a 118ª entrada de Brown na principal tabela de músicas americana. Alcançou a posição 58 em sua décima oitava semana no chart A faixa também alcançou a 59ª entrada de Brown no top 40 da Radio Songs dos Estados Unidos Também marcou o 14º número 1 de Brown nas paradas de Rhythmic da Billboard, isolando Brown como o terceiro artista com mais canções no topo da parada, superando Usher, Bruno Mars e The Weeknd.
A faixa foi listada como a 9ª melhor canção de R&B pela Vibe e a 3ª melhor pelo Spotify  Também foi nomeada ao Grammy na categoria "Melhor Performance de R&B" e ao NAACP Image Award na categoria "Melhor Canção Soul/R&B" 

## Videoclipe
O videoclipe que acompanha a música foi lançado em 23 de janeiro de 2025 e foi dirigido por Travis Colbert. O vídeo incorpora filmagens da "The 11:11 Tour" de Brown em 2024, incluindo seus shows esgotados que ficaram conhecidos como "breezybowl" em estádios na África do Sul e no Brasil, apresentando momentos no palco e nos bastidores. O vídeo também apresenta um enredo onde Brown escreve e grava a faixa em um estúdio e enquanto dirige um carro rápido até um acidente. As cenas levam à um final que mostra Brown cantando em um microfone pendurado, enrolado em uma bandana vermelha, no centro do que parece ser um estádio celestial na vida após a morte. Lá, ele vê o amor de sua vida mais uma vez antes que ela desapareça.

## Paradas
| Chart (2024-2025)                      | Posição |
| -------------------------------------- | ------- |
| Nova Zelândia (RMNZ)                   | 15      |
| Estados Unidos (Billboard Hot 100)     | 40      |
| Estados Unidos (Billboard R&B Songs)   | 3       |
| Estados Unidos (Rhythmic)              | 1       |
| Estados Unidos (Billboard Radio Songs) | 18      |
| Estados Unidos (Hot R&B/Hip-Hop Songs) | 10      |
| Suriname (Nationale Top 40)            | 20      |
| África do Sul (Billboard)              | 3       |
| Nigéria (TurnTable Top 100)            | 66      |